# Pierre le Beau
Pierre le Beau (* 8. März 1986 in Karl-Marx-Stadt) ist ein deutscher Fußballspieler.

## Werdegang
Der Verteidiger Le Beau erlernte das Fußballspielen beim VfB Fortuna Chemnitz. Es folgte später ein Wechsel in die Jugendakademie des Chemnitzer FC. Er spielte bis Dezember 1999 in Chemnitz.
Im Januar 2000 verließ Le Beau Chemnitz und wechselte ins Erzgebirge zum FC Erzgebirge Aue. Hier wurde er zunächst (ab 2005) in der zweiten Mannschaft eingesetzt, mit der ihm im Jahr 2008 der Aufstieg in die NOFV-Oberliga gelang. In der Saison 2008/09 kam er zu ersten Einsätzen in der ersten Mannschaft Aues, die damals in der 3. Liga spielte. Zunächst wurde er fast nur als Einwechselspieler eingesetzt; zum ersten Mal am 28. Oktober 2008 gegen den FC Rot-Weiß Erfurt. Sein Debüt in der Anfangsaufstellung gab er zum Rückrundenstart bei Dynamo Dresden am 31. Januar 2009. Zur Saison 2009/10 rückte er ganz in die erste Mannschaft auf und wurde dort Stammspieler. Am 30. April 2010 erzielte er beim 2:1-Heimsieg gegen Eintracht Braunschweig das entscheidende Tor für den vorzeitigen Wiederaufstieg der Auer in die 2. Bundesliga. 
In der Sommerpause 2012 kehrte er zum Chemnitzer FC zurück. Dort lief sein Vertrag im Sommer 2014 aus. Im Sommer des gleichen Jahres schloss er sich dem Oberligisten SSV Markranstädt an. 2015 wechselte er in die Regionalliga Nordost zum ZFC Meuselwitz, wo er einen Vertrag bis 2017 erhielt, der im Mai 2017 bis 2019 verlängert wurde. Nach Auslaufen des Vertrags 2019 schloss Le Beau sich dem VfB Empor Glauchau in der siebtklassigen Landesklasse Sachsen West an.

## Erfolge
- Aufstieg in die 2. Bundesliga 2010 mit Erzgebirge Aue